# Hoevelaken
Hoevelaken is een plaats in de Gelderse Vallei met circa 9.820 inwoners. Hoevelaken valt onder de gemeente Nijkerk, in de Nederlandse provincie Gelderland. Het was tot het jaar 2000 een zelfstandige gemeente. De grens tussen de voormalige gemeenten Hoevelaken en Hoogland werd bij wet van 18 december 1824 vastgesteld.

## Geschiedenis
Hoevelaken was binnen het Kwartier van de Veluwe een zelfstandig ambt, dat geen deel uitmaakte van het Landdrostambt van de Veluwe. In de Franse tijd kwam het onder de provincie Utrecht te vallen. Op 1 januari 1812 werd het gebied uitgebreid met Stoutenburg. Op 19 september 1814 ontstond de merkwaardige situatie dat het dorp Hoevelaken onder Gelderland ging vallen, terwijl Stoutenburg bij Utrecht bleef. Hierdoor lag de gemeente in twee provincies. Aan deze situatie kwam een eind op 1 januari 1818 toen Stoutenburg weer een zelfstandige gemeente werd. Op 1 januari 2000 werd Hoevelaken bij de gemeente Nijkerk gevoegd.
In 1132 werd een moerasgebied ontgonnen en daar kwam Hoevelaken te liggen. In 1800 gaf Napoleon Bonaparte opdracht om de Dorpsstraat te verharden. Later raakte die in onbruik door een nieuwe autosnelweg die later de A1 werd. In de tweede helft van de 20e eeuw is Hoevelaken snel gegroeid. Dit komt mede door de tv- en radiostudio's in Hilversum. Na 1950 maakte Hoevelaken een explosieve groei door. In deze periode werden het gemeentehuis (1954), het Groene Kruis-gebouw (1954) en het winkelcentrum De Wiekslag (1967) gebouwd.
De geschiedenis van het dorp is uitgebreid beschreven door mr. Aart Veldhuizen.

## Locaties en voorzieningen
Ten westen van Hoevelaken ligt Amersfoort, waar Hoevelaken qua voorzieningen zeer op gericht is.
Hoevelaken heeft een dorpscentrum dat in 2003 door de gemeente is opgeknapt. Door het centrum loopt de Westerdorpsstraat met aan de noordzijde het dorpsplein De Brink en aan de zuidzijde de Wiekslag. Op De Brink staat Dorpshuis De Stuw, met daarin zalen, Grand Café "De Haen", het gemeenteloket, Jongerencentrum Blits en Fitness Centrum Hoevelaken. Het oude gemeentehuis is veranderd in een appartementencomplex. Hoevelaken heeft een aantal basisscholen en een middelbare school; verder heeft Hoevelaken drie kerken. Iets ten noorden van Hoevelaken is de voormalige kunsthoeve Hoeve "Sparrendam" gevestigd. Sparrendam is in gebruik als locatie voor mensen die iets te vieren hebben.
Hoevelaken heeft vier industrieterreinen: De Hogebrink, Overhorst, Horstbeek en De Wel.
Op sportgebied bezit Hoevelaken een voetbalvereniging (SC Hoevelaken), een volleybalvereniging (V.V. Surf), een badmintonvereniging (BCHoevelaken), dart organisatie (HDO), een schaakvereniging (HSG, niet te verwarren met schaakvereniging HSG te Hilversum), een tennis-, hockey- en korfbalveld (KV Telstar) en twee sporthallen.

## Verkeer en vervoer
Hoevelaken ligt vlak bij het gelijknamige knooppunt, dat een kruising is tussen de A28 en de A1, en heeft op de A1 ook een afrit. Door Hoevelaken loopt de buslijn 102 (Amersfoort, Hoevelaken, Zwartebroek, Terschuur, Voorthuizen, Apeldoorn) en langs Hoevelaken loopt de spoorlijn Amersfoort - Apeldoorn.
Sinds 8 december 2012 heeft Hoevelaken een station waar regelmatig treinen naar Barneveld, Lunteren, Ede-Wageningen en Amersfoort stoppen.

## Landgoed Hoevelaken
Aan de westzijde van Hoevelaken ligt Landgoed Hoevelaken, een bos met daarin het kasteel Huize Hoevelaken. Het kasteel is sinds 1963 eigendom geweest van Bouwfonds, een voormalige semi-overheidsorganisatie die in het leven was geroepen om mensen met een kleine beurs een koophuis te kunnen laten kopen, de organisatie is later omgevormd tot vastgoedontwikkelaar BPD en financier. Het grootste gedeelte van het bos is aangekocht door het Geldersch Landschap. Huize Hoevelaken stamt uit 1928 en is gebouwd door C.J.K. van Aalst die directeur was van de Nederlandsche Handel-Maatschappij, later opgegaan in het ABN AMRO-concern.
De familie van Aalst heeft een nieuw landhuis op het landgoed gebouwd, omdat het oude uit de zeventiende eeuw was verouderd en te weinig ruimte bood voor de aanzienlijke kunstcollectie van Van Aalst.
Daarnaast stond er tot 1936 nog een tweede landhuis te Hoevelaken genaamd Weldam; bekend als villapark Weldam. Huize Weldam is gesloopt in 1936.
Sinds 2021 is na vertrek van BPD uit Hoevelaken op de plek van het hoofdkantoor van Bouwfonds een nieuwe woonwijk gecreëerd : Woonpark Hoevelaken.

## Trivia
De naamsbekendheid van Hoevelaken heeft een flinke impuls gekregen door de carnavalskraker Polonaise Hollandaise (een grote hit in 1982) van zanger Arie Ribbens. Daarin komt de inmiddels gevleugelde kreet Bij Hoevelaken linksaf voor. Ook in het nummer E35 van Roek Williams wordt het knooppunt Hoevelaken genoemd.

## Woonachtig geweest in Hoevelaken
- Jan Goeverneur (1809-1889), schrijver;
- Frans Tromp (1901-1942), schoolleraar en verzetsstrijder;
- Conny Vandenbos (1937-2002), zangeres (woonde hier in de jaren '70);
- Henk Vreekamp (1943-2016), theoloog en predikant (geboren);
- Couzijn van Leeuwen (1959-2019), beeldhouwer en schilder (geboren);
- Erwin Olaf (1959-2023), fotograaf.